# Mariahilfkapelle (Merenschwand)

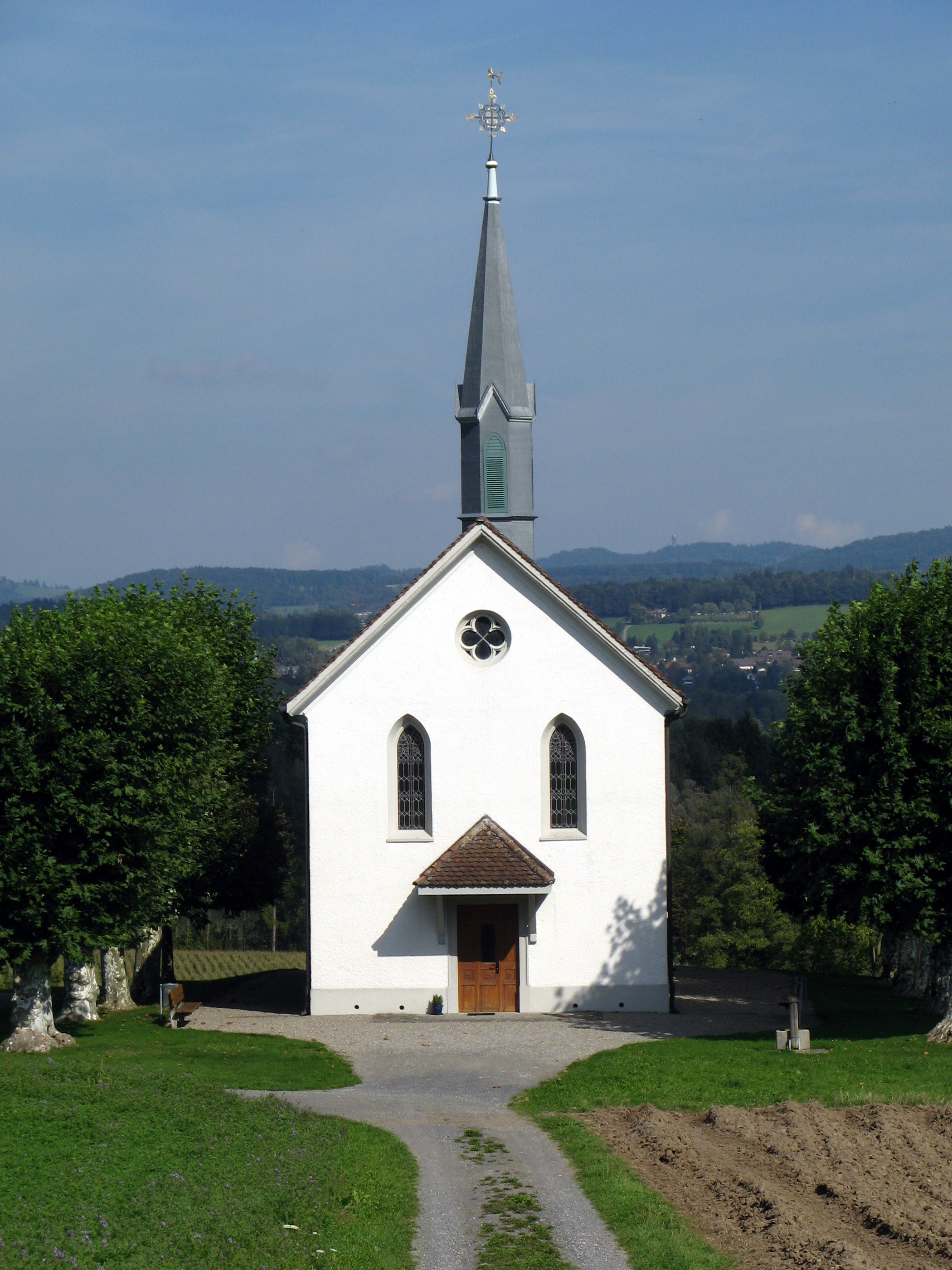
Mariahilfkapelle

Die Mariahilfkapelle ist eine römisch-katholische Kapelle in Unterrüti, einem Weiler in der Gemeinde Merenschwand im Kanton Aargau.
Das Baujahr des Vorgängerbaus ist nicht bekannt. 1868 wurde er durch das heutige, etwas grössere Gebäude ersetzt. Die Ausstattung umfasste zunächst drei neugotische Altaraufbauten, die aber 1955 entfernt wurden. 1999 übernahm die Kirchgemeinde Merenschwand die Kapelle, nachdem sie zuvor in Privatbesitz gewesen war. Sie wird an Fronleichnam, für Maiandachten sowie für Hochzeiten und Taufen genutzt.
Die geostete Kapelle steht etwas abseits der Hauptstrasse auf einer flachen Geländestufe über dem Reusstal. Sie besteht aus einem zweiachsigen Kirchenschiff und einem einachsigen Chor. Über dem First des Satteldaches erhebt sich ein Dachreiter. Im Innern rahmen kannelierte Pilaster die Spitzbogenfenster. Während das Schiff flach gedeckt ist, weist der durch einen Chorbogen abgetrennte Chor ein Spiegelgewölbe auf. Ein Ende des 16. Jahrhunderts von Heinrich Dieffolt aus Feldkirch geschaffenes Relief Schutzmantelmadonna ziert den Altar. In den Seitennischen stehen Statuen der Heiligen Agatha und Joachim aus dem 17. Jahrhundert.

## Literatur

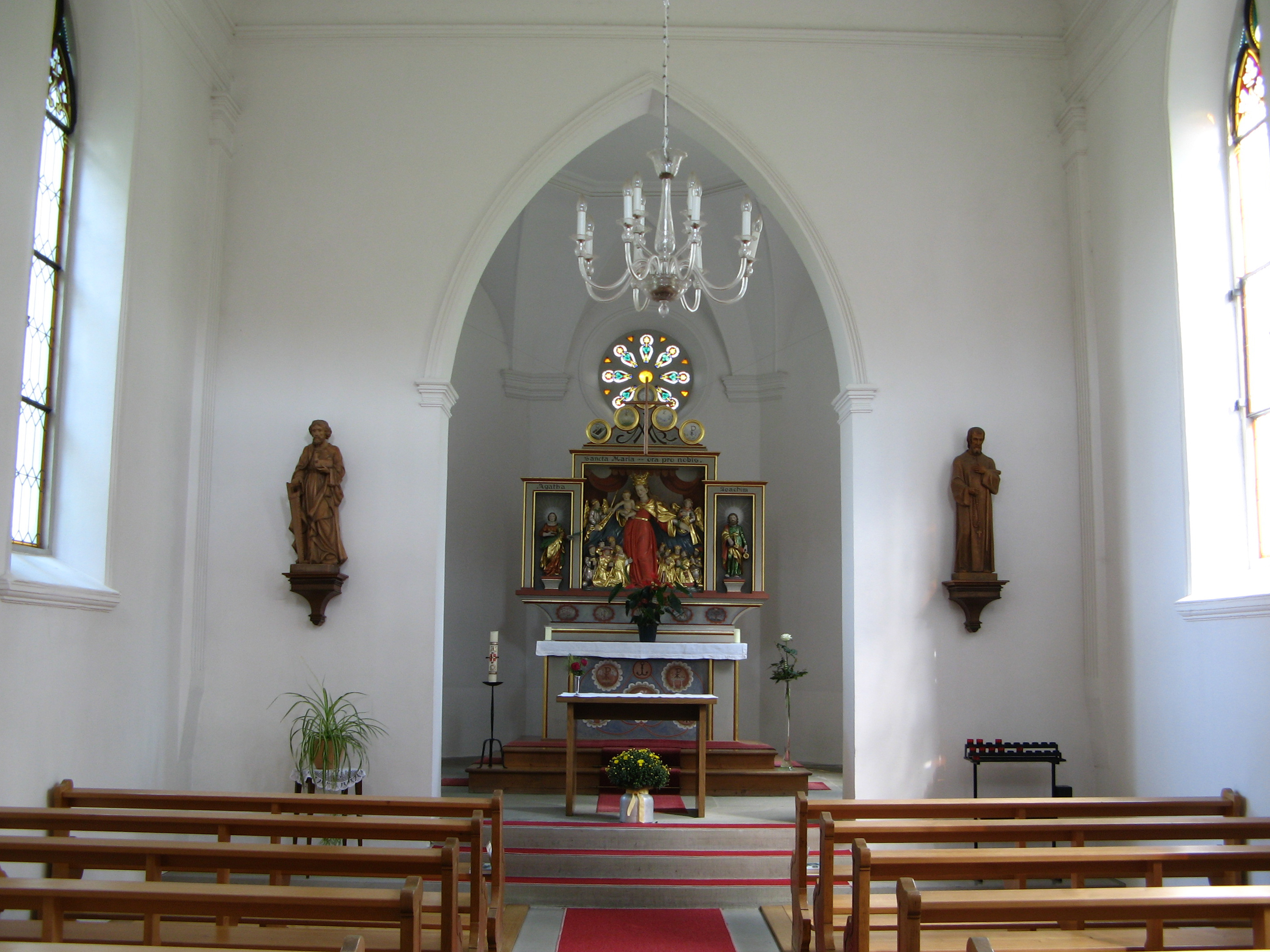
Innenraum